# Berg (Neuburgo-Schrobenhausen)
Berg é um município da Alemanha, no distrito de Neuburgo-Schrobenhausen, na região administrativa de Oberbayern , estado de Baviera.